# Лава
Вулкани́ческая ла́ва (от итал. lava) — раскалённая вулканическая масса, изливающаяся или выбрасываемая на поверхность при извержениях вулканов.
Магма, выходя на поверхность, освобождается от газов и становится лавой. Скорость движения потока лавы может достигать нескольких метров в секунду. Температура лавы лежит в пределах от 1000 °С до 1200 °C.
Жидкая эффузия или вязкая экструзия состоит из расплава горных пород, преимущественно силикатного состава (SiO2 примерно от 40 до 95 %). При застывании лавы образуются различные эффузивные породы. Застывшая лава принимает различные формы, может образоваться лавовое плато, лавовое озеро и другие лавовые покровы.

## Термин
Слово лава заимствовано в русском языке из итальянского (итал. lava) через посредство немецкого (нем. Lava) в XVIII веке.
итал. Lava означает «падаю, ползу, скольжу, спускаюсь (вниз)», «затопляю» или «то, что спускается» в результате извержения вулкана.

## Образование лавы
Лава образуется при извержении вулканом магмы на поверхность Земли. Вследствие остывания и взаимодействия с газами, входящими в состав атмосферы, магма меняет свои свойства, образуя лаву. Многие вулканические островные дуги связаны с системой глубинных разломов. Центры землетрясений располагаются примерно на глубине до 700 км от уровня земной поверхности, то есть вулканический материал поступает из верхней мантии. На островных дугах он часто имеет андезитовый состав, а поскольку андезиты по своему составу сходны с континентальной земной корой, многие геологи считают, что континентальная кора в этих районах наращивается за счёт поступления мантийного вещества.
Вулканы, действующие вдоль океанических хребтов (например, Гавайского), извергают материал преимущественно базальтового состава, например, аа-лаву. Эти вулканы, вероятно, сопряжены с мелкофокусными землетрясениями, глубина которых не превышает 70 км. Поскольку базальтовые лавы встречаются как на материках, так и вдоль океанических хребтов, геологи предполагают, что непосредственно под земной корой существует слой, из которого поступают базальтовые лавы.
Однако неясно, почему в одних районах из мантийного вещества образуются и андезиты, и базальты, а в других — только базальты. Если, как теперь полагают, мантия действительно является ультраосновной породой (обогащена железом и магнием), то лавы, произошедшие из мантии, должны иметь базальтовый, а не андезитовый состав, поскольку андезиты отсутствуют в ультраосновных породах. Это противоречие разрешает теория тектоники плит, согласно которой океаническая кора пододвигается под островные дуги и на определённой глубине плавится. Эти расплавленные породы и изливаются в виде андезитовых лав.

## Разновидности лавы
Лава у разных вулканов различна. Она отличается по составу, цвету, температуре, примесям и т. п.

### По составу

#### Базальтовая лава
Основной тип лавы, извергаемый из мантии, характерен для океанических щитовых вулканов. Наполовину состоит из диоксида кремния, наполовину — из оксидов алюминия, железа, магния и других металлов. Эта лава очень подвижна и способна течь со скоростью 2 м/с. Имеет высокую температуру (1200—1300 °C). Для базальтовых лавовых потоков характерны малая толщина (метры) и большая протяжённость (десятки километров). Цвет горячей лавы — жёлтый или жёлто-красный.

#### Карбонатная лава
Наполовину состоит из карбонатов натрия и калия. Это самая холодная и жидкая лава, она растекается подобно воде. Температура карбонатной лавы всего 510—600 °C. Цвет горячей лавы — чёрный или тёмно-коричневый, однако по мере остывания становится светлее, а спустя несколько месяцев становится почти белым. Застывшие карбонатные лавы — мягкие и ломкие, легко растворяются в воде. Карбонатная лава течёт только из вулкана Олдоиньо-Ленгаи в Танзании.

#### Кремниевая лава
Наиболее характерна для вулканов Тихоокеанского огненного кольца. Обычно очень вязкая и иногда застывает в жерле вулкана ещё до окончания извержения, тем самым прекращая его. Закупоренный пробкой вулкан может несколько вздуться, а затем извержение возобновляется, как правило, сильнейшим взрывом. Средняя скорость потока такой лавы — несколько метров в день, а температура — 800—900 °C. Она содержит 53-62 % диоксида кремния (кремнезёма). Если его содержание достигает 65 %, то лава становится очень вязкой и медленной. Цвет горячей лавы — тёмный или чёрно-красный. Застывшие кремниевые лавы могут образовать вулканическое стекло чёрного цвета. Подобное стекло получается, когда расплав быстро остывает, не успевая кристаллизоваться.

### По форме
По форме потока лавы различают типы:
- Аа-лава — обломочная или шлаково-глыбовая лава.
- Пахоэхоэ (произносится: Пахоэхоэ-лава; от гав. Pāhoehoe) — гладкая, волнистая (канатная) или вспученная[5] лава.
- Подушечная лава — подводная лава, застывшая в виде подушковидных тел.

Застывшая лава по форме бывает в основном:
- Лава со столбчатой отдельностью — колонная лава
- Волнистая
- Вспученная
- Гранулированная
- Занозистая
- Кишкообразная
- Пузырчатая
- Шлаковая
- Языковидная

и другие формы
По строению и составу лава бывает в основном:
- Автобрекчированная
- Авгитофированная
- Андезитовая
- Анортитовая
- Базальтовая
- Дацитовая
- Лейцитовая
- Тефритовая
- Трахеитовая

и другой состав